# Apoteket Lejonet
Apoteket Lejonet eller Teschske Palads på Stortorget i Malmø er en af byens mest markante bygninger fra 1800-tallets historicistiske periode, opført i 1896 i nyklassicisme. Bygherre var apoteksindehaveren John Tesch.
Det ældste kendte privilegiebrev for apotekere i Malmø er udfærdiget i 1571 af Frederik 2. Stadsapoteket ved Kyrkogatan ejedes i 1600- og 1700-tallet af den tyske apotekerfamilie Dietrich, og kaldtes dengang for Dietrichske Apotek. Endnu et apotek åbnede i 1731, og for at adskille apotekerne benyttedes dyresymboler. Dietrichske fik en løve (svensk: lejon) og det nyindrettede en ørn.
I 1896 påbegyndte Tesch byggeriet af apotekets nye bygning på Stortorgets østlige side. Det nye apotek udstyredes med reelle butiksvinduer, men selv overbygningen gjordes så iøjnefaldende som mulig. Blandt udsmykningerne findes blandt andet Tesch selv afbildet. Det var ikke kun eksteriøret, men også interiøret blev overdådigt udformet i såvel apoteket som den tilhørende lejlighed. Til de mere usædvanlig tiltag var en elevator op til Teschs egen luksuriøse lejlighed i bygningen.
På tidspunktet for opførelsen af Apoteket Lejonet var det et af Europas allerstørste, næsten lige så stort som det kejserlige apotek i Moskva. Tesch ophørte som apoteker efter 16 år for at overgå til bankverdenen, og han blev endda en drivende kraft ved Hippodromen. En af de nye ejere af apoteket var Teschs nevø Hjalmar Andersson-Tesch.